# 矢崎知紀
矢崎 知紀（やざき とものり）は、日本の元子役。矢崎友紀とも表記。劇団ひまわり所属。
主に1960年代から1970年代頃に活躍し、ウルトラシリーズ、仮面ライダーシリーズといった特撮作品や時代劇ドラマに出演。

## 出演作品

### 映画
- 嵐の果し状（1968年） - 井上正市
- ゴジラ・ミニラ・ガバラ オール怪獣大進撃（1969年） - 三木一郎[3]
- 怪獣大奮戦 ダイゴロウ対ゴリアス（1972年） - 太郎[注釈 1]

### テレビ
- 戦え! マイティジャック 第2話「ミニミニ島を爆破せよ!」（1968年） - チビ
- フジ三太郎（1968年 -  1969年） -  小太郎
- 特別機動捜査隊 第419話「夜のシャボン玉」（1969年） - 武志
- 虹（1970年 - 1971年） - 清志
- 潮風の女（1970年） - 良太郎（幼年期）
- 美しきチャレンジャー（1971年） - みどりの弟
- ウルトラシリーズ
  - 帰ってきたウルトラマン 第8話「怪獣時限爆弾」（1971年） - タカシ
  - ウルトラマンタロウ
    - 第8話「人喰い沼の人魂」（1973年） - 次郎
    - 第36話「ひきょうもの! 花嫁は泣いた」（1973年） - 清彦[注釈 2]
    - 第43話「怪獣を塩漬にしろ!」（1974年） - 武志
- 仮面ライダー
  - 第11話「吸血怪人ゲバコンドル」（1971年） - 少年
  - 第62話「怪人ハリネズラス 殺人どくろ作戦」から第98話(最終話)「ゲルショッカー全滅 首領の最後」（1972年 - 1973年） - ナオキ
- 好き! すき!! 魔女先生（1971年 - 1972年） - 田辺進
  - 第24話「恐怖の黒ピエロ!」（1972年） - 山川ノボル（高野浩幸）の声
- シルバー仮面ジャイアント 第15話「怪奇宇宙菩薩」（1972年） - 忠二
- 超人バロム1 第3話「恐怖の細菌魔人イカゲルゲ」・第7話「変化魔人アンゴルゲ」（1972年）- 後藤敬三
- 変身忍者 嵐 第4話「怪人! 卍カマイタチ!!」（1972年） - 太郎
- 突撃!ヒューマン!![4]（1972年）
  - 第5話「殺せ!! 怪獣レッドロック」 - 六助
  - 第8話「魔の少年フラッシャー!!」 - 竜夫
- 国盗り物語（1973年） - 細川与一郎
- GO!GOスカイヤー 第1話「嵐を呼ぶヒコウキ野郎」（1973年）
- 水戸黄門 第4部 第14話「落ちて来たおしら様 -弘前-」（1973年） - 直吉
- ロボット刑事 第9話「電気椅子スパイ!!」・第10話「バドーのみな殺し作戦!!」（1973年） - 葉山良一